# ŁKS Lodz
El ŁKS Lodz es un club deportivo de la ciudad de Lodz, en Polonia. Su equipo de fútbol milita actualmente en la I Liga de Polonia, segunda categoría del fútbol polaco. El ŁKS dispone igualmente de varias secciones deportivas, destacando la de baloncesto, boxeo, hockey sobre hielo y voleibol, entre otras.
Fundado en 1908, el Łódzki Klub Sportowy Łódź es la institución deportiva más antigua del voivodato. Mantiene una intensa rivalidad con el Widzew Lodz, el otro gran equipo de la ciudad; el enfrentamiento entre ambos clubes es considerado uno de los grandes derbis de Polonia.

## Historia
El club fue fundado en 1908 con el nombre de Łodzianka Łódź y fue uno de los equipos fundadores de la primera división de Polonia. Junto al Widzew Łódź el club más representativo del voivodato de Łódź. El ŁKS levantó su primer título nacional en 1956, en la victoria por 2-1 al Górnik Zabrze en la final de la Copa de Polonia. La temporada siguiente también supondría un nuevo éxito para el club lodzense, obteniendo su primera liga polaca, título que alcanzaría de nuevo en la temporada 1997-98, ganándose además la oportunidad de disputar la Liga de Campeones de la UEFA 1998-99, donde en la primera ronda previa superaría por 7-2 en el global al FK Gäncä de Azerbaiyán, aunque fue eliminado de la competición en la segunda ronda previa frente al Manchester United de Inglaterra, club que más tarde venció la XLIV edición de la Liga de Campeones de la UEFA.
En la temporada 1999/00 quedaría en la decimoquinta posición, haciendo que el ŁKS Łódź descendiese a segunda división después de haber pasado 29 años en la máxima categoría. El club ascendería a la Ekstraklasa en la temporada 2005/06 como segundo clasificado por detrás del Widzew Łódź, aunque tres años más tarde, en la temporada 2008/09, el ŁKS sería relegado debido a problemas económicos, siendo retirada su licencia. Volvería a ascender dos años después a la Ekstraklasa, esta vez como primer clasificado de la I Liga, aunque terminando nuevamente suspendido por la Asociación Polaca de Fútbol. 
Después de 20 partidos de 34 en la división de plata, el ŁKS Łódź se declara en bancarrota en mayo de 2013 y decide retirarse de la competición, quedando disuelto. En la siguiente temporada, el ŁKS Łódź reaparece esta vez inscrito desde la quinta división, obteniendo una plaza para la III Liga al finalizar la temporada 2013/14. Poco a poco el club iría sumando victorias y avanzando dentro del sistema de ligas de Polonia, llegando a la II Liga en 2017 y la I Liga en 2018. Después de una exitosa temporada en la segunda división del país, el ŁKS regresaría a la máxima categoría siete años después, quedando en segunda posición por detrás del Raków Częstochowa.
La estadía apenas duró una temporada, descendiendo nuevamente tras terminar como colista con únicamente 24 puntos. El ŁKS retornó a la élite para la Ekstraklasa 2023-24, después de quedar en primera posición por encima de otros clubes históricos del fútbol polaco, como el Ruch Chorzów o el Wisła Cracovia.

## Estadio
El ŁKS Łódź juega sus partidos como local en el Estadio Municipal de Łódź, llamado desde el 24 de mayo de 2021 Estadio Municipal Władysław Król, en honor al futbolista y jugador de hockey sobre hielo del ŁKS Władysław Król. El recinto deportivo está ubicado junto al Atlas Arena, en el distrito de Polesie. El aforo de las gradas es de 18.029 espectadores, todos sentados y techados. Es el estadio más grande de Lodz, superando por tan solo 11 asientos la capacidad del Estadio Widzew Łódź de su eterno rival.
El estadio, cuyos orígenes se remontan a 1924, fue reformado íntegramente entre los años 2019 y 2022, cuando se construyeron todas las gradas que rodean el terreno de juego. El primer partido disputado en el nuevo estadio tuvo lugar el 22 de abril de 2022, en la derrota por 0-1 frente al Chrobry Głogów, en la jornada 29 de la I Liga.

## Rivalidades
El ŁKS mantiene una intensa rivalidad con el Widzew Lodz, jugado por primera vez en 1926. El derbi de Lodz es considerado uno de los más intensos del fútbol polaco, llegando a trascender más allá de la disciplina futbolística y enfrentando a ambos clubes en otras de sus secciones deportivas, tales como baloncesto, boxeo o atletismo.

## Jugadores

### Plantilla 2023-24
Actualizado el 16 de junio de 2023.

### Jugadores destacados
| - Paweł Abbott - Mirosław Bulzacki - Kazimierz Deyna - Marek Dziuba - Antoni Gałecki - Tomasz Hajto - Tomasz Kłos | - Marek Saganowski - Henryk Szczepański - Piotr Świerczewski - Jan Tomaszewski - Józef Walczak - Jacek Ziober - Paulinho |  |

## Entrenadores
| - Lajos Czeizler (1923-26) - Lajos Czeizler (1935-36) - Władysław Król (1949) - Jan Wiszniowski (1950) - Edward Drabiński (1950-51) - Artur Woźniak (1951) - Władysław Król (1952-59) - Kazimierz Radwański (1960) - Stanisław Baran (1961) - Władysław Król - Tadeusz Foryś (1965) - Longin Janeczek (1966-67) - Wacław Pegza (1968) - Józef Walczak (1971-72) - Paweł Kowalski (1972-) - Kazimierz Górski (1973) - Grzegorz Polakow (1975) - Longin Janeczek (1976) - Leszek Jezierski (1976-78) - Zygmunt Małolepszy (1978) - Józef Walczak (1980) - Wojciech Łazarek (1991) | - Ryszard Polak (1991-95) - Zbigniew Lepczyk (1995) - Marek Dziuba (1996-99) - Adam Topolski (2000) - Włodzimierz Gąsior (2002) - Bogusław Pietrzak (2002-03) - Włodzimierz Tylak (2003) - Wojciech Borecki (2003-04) - Marek Chojnacki (2004) - Wiesław Wojno (2005-06) - Jerzy Kasalik (2006) - Marek Chojnacki (2006-07) - Wojciech Borecki (2007) - Mirosław Jabłoński (2007-08) - Marek Chojnacki (2008) - Grzegorz Wesołowski (2008-10) - Andrzej Pyrdoł (2010-11) - Dariusz Bratkowski (2011) - Michał Probierz (2011) - Tomasz Wieszczycki (2011) - Ryszard Tarasiewicz (2011-12) - Andrzej Pyrdoł (2012) | - Marek Chojnacki (2012) - Maciej Szpak (2013) - Piotr Zajączkowski (2013) - Wojciech Robaszek (2013-2014) - Andrzej Kretek (2014) - Marek Chojnacki (2014-2015) - Robert Szwarc (2015-2016) - Wojciech Robaszek (2016) - Marcin Pyrdoł (2016-2017) - Wojciech Robaszek (2017-2018) - Kazimierz Moskal (2018-2020) - Wojciech Stawowy (2020-2021) - Ireneusz Mamrot (2021) - Kibu Vicuña (2021-2022) - Marcin Pogorzała (2022) - Kazimierz Moskal (2022-) |

## Participación en competiciones de la UEFA
| Temporada | Torneo                       | Ronda          | Club              | Casa | Vuelta | Global |
| --------- | ---------------------------- | -------------- | ----------------- | ---- | ------ | ------ |
| 1959-60   | Copa de Campeones de Europa  | Previa         | Jeunesse d'Esch   | 0–5  | 2–1    | 2–6    |
| 1994-95   | Recopa de Europa de la UEFA  | 1/16           | FC Oporto         | 0–2  | 0–1    | 0–3    |
| 1996      | Copa Intertoto de la UEFA    | Fase de grupos | KAMAZ             |      | 3–0    | 3–0    |
| 1996      | Copa Intertoto de la UEFA    | Fase de grupos | FC Spartak Varna  | 1–1  |        | 1–1    |
| 1996      | Copa Intertoto de la UEFA    | Fase de grupos | 1860 Múnich       |      | 5–0    | 5–0    |
| 1996      | Copa Intertoto de la UEFA    | Fase de grupos | FC Kaučuk Opava   | 0–3  |        | 0–3    |
| 1998-99   | Liga de Campeones de la UEFA | 1              | FK Gäncä          | 1–4  | 3–1    | 7–2    |
| 1998-99   | Liga de Campeones de la UEFA | 2              | Manchester United | 0–2  | 0–0    | 0–2    |
| 1998-99   | Copa de la UEFA              | 1              | AS Mónaco         | 1–3  | 0–0    | 1–3    |

## Palmarés

### Torneos nacionales
- Copa de Polonia:
  - Ganador (1): 
    - 1957/58 - ŁKS Łódź 2:1 Górnik Zabrze

  - Subcampeón (1):
    - 1993/94 - ŁKS Łódź 0:2 Legia de Varsovia

- Ekstraklasa:
  - Ganador (2):
    - 1958/59, 1997/98

  - Subcampeón (1):
    - 1954/55

- Supercopa de Polonia:
  - Subcampeón (2):
    - 1994 - ŁKS Łódź 4:6 Legia de Varsovia
    - 1998 - ŁKS Łódź 0:1 Amica Wronki